# Wellington Cable Car

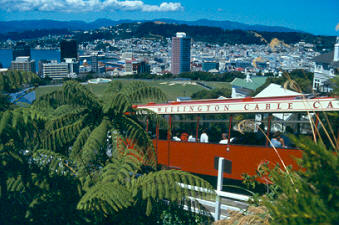
Wellington Cable Car vor dem Panorama von Wellington in Neuseeland

Wellington Cable Car ist eine meterspurige Standseilbahn in Wellington, der Hauptstadt von Neuseeland. Die 610 Meter lange Strecke verbindet den rund 120 Meter höher gelegenen Stadtteil Kelburn mit der Hauptgeschäftsstraße der Stadt, Lambton Quay. Das Cable Car System ist eines der bekanntesten Wahrzeichen der Stadt.

## Geschichte
Das erste Cable Car System wurde von der 1898 eigens dafür gegründeten Firma Kelburn & Karori Tramway Company gebaut. Ziel des Baus des Transportsystems war es, das oberhalb des Stadtzentrums liegende Gebiet von Kelburn zu erschließen und an das Stadtzentrum anzubinden. Die Idee zum Bau des Transportsystems hatte der Geschäftsmann Martin Kennedy, nachdem eine Gruppe von Geschäftsleuten 1895 eine Firma zur Entwicklung von Wohnbebauung in Kelburn gegründet hatte.

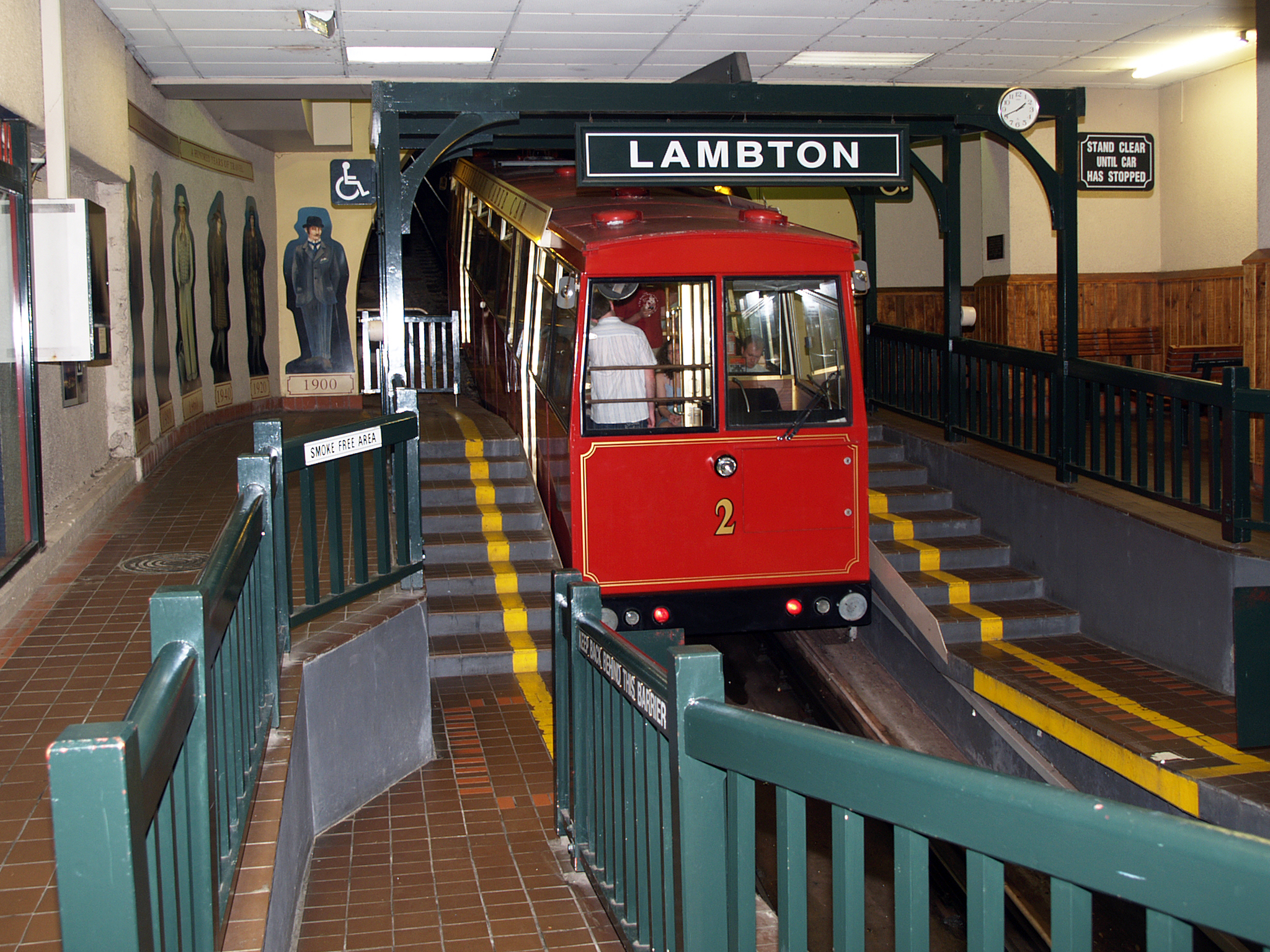
Der Wagen 2 in der Station Lambton Quay

Konstruiert und entwickelt wurde das Cable Car System ursprünglich von dem aus Dunedin stammenden Ingenieur James Fulton. Seine zweispurige Bahn sollte mit einer Länge von 785 Metern und einem Steigungsverhältnis von 1:5,1 eine Höhe von 119 Meter überwinden. Doch den Auftrag zur Realisierung des Projektes bekam am 1. Februar 1900 Maurice O'Connor, ein enger Freund Kennedys. Die Baukosten wurden seinerzeit auf 12.172 neuseeländische Pfund veranschlagt.
Nach 2-jähriger Bauzeit wurde das Cable Car System am 22. Februar 1902 schließlich seiner Bestimmung übergeben. Anfangs erfolgte der Antrieb des Systems noch über einer Dampfmaschine, die sich in der Uppland Road befand. 1933 wurde die Dampfmaschine durch einen elektrischen Antrieb ersetzt. Das Cable Car System wurde sehr schnell so populär, dass den einzelnen Wagen Anhänger zugefügt werden mussten. Schätzungsweise 4.000 Passagiere ließen sich an einem Wochenende die neue Attraktion der Stadt nicht entgehen.
1947 wurde das Cable Car System an den Wellington City Council verkauft. Nach Jahren des Betriebs beanstandete man 1976 die Sicherheit des Transportsystems, entsprach es doch nicht mehr den gestiegenen Sicherheitsanforderungen. Zwei Jahre später entschied sich der Rat der Stadt für den Bau einer neuen Bahn auf gleichem Grund, weshalb der Betrieb des alten Transportsystems am 22. September 1978 eingestellt werden musste.
Das zweite Cable Car System wurde von der Firma Habegger AG aus der Schweiz konstruiert und gebaut. Das nunmehr eingleisig, mit einer Ausweiche ausgeführte und in Anlehnung der Edwardischen Epoche gehaltene System, wurde am 6. Oktober 1979 mit einer feierlichen Neueröffnung in Betrieb genommen.
In der ehemaligen Maschinenhalle an der oberen Station wurde am 5. Dezember 2000 ein Museum zur Bahn eröffnet.

## Technische Daten

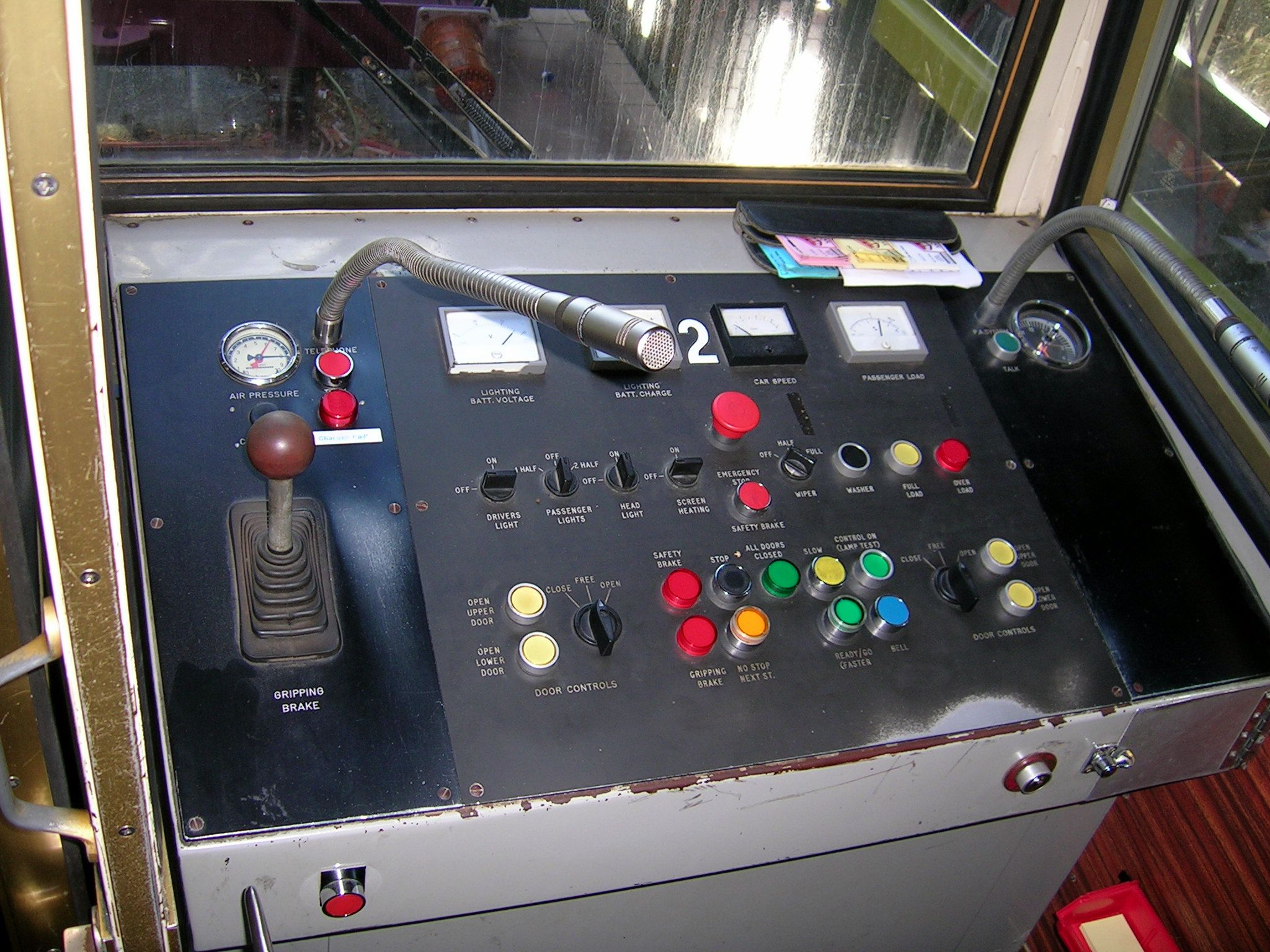
Kontrollpult des Wellington Cable Cars.

Die heutige Strecke des Cable Car Systems hat eine Länge von 610 Meter und überwindet mit einem Steigungsverhältnis von 1:5,06 rund 120 Höhenmeter. Auf der Strecke, die eingleisig mit einer Ausweiche ausgeführt ist, liegen fünf Stationen, Lambton Quay, Clifton Terrace, Talavera Terrace, Salamanca Road und am oberen Ende, Kelburn Terminal.
Das hybride Cable Car System (Kabelbahnwagen/Seilbahn) hat zwei Waggons, je einen für eine Richtung. Ein Motor mit 185 Kilowatt Leistung auf der Oberseite des Hügels zieht das Kabel und stellt die antreibende Energie bereit. Die normale Fahrtgeschwindigkeit der Bahn beträgt 5 m/s (rund 18 km/h). Ein Wagen kann maximal rund 100 Personen aufnehmen (30 sitzend, 70 stehend). Jeder Waggon wiegt leer ungefähr 13.500 Kilogramm, mit Fahrgästen ungefähr 21.000 Kilogramm.
Die Bahn transportiert je nach Saison zwischen 800.000 und 1 Million Fahrgäste.

## Betreiber
Das Cable Car System wird heute von der 1991 gegründeten Wellington Cable Car Ltd. betrieben, einem Unternehmen des Wellington City Councils. Die Wellington Cable Car Ltd. ist zusätzlich für den Betrieb der Oberleitungsbusse der Stadt zuständig. 2013 setzte das Unternehmen 6,5 Mio. NZ$ um.